# Territoire du Tchad
 (novembre 2024).
1900–1960
Entités précédentes :
- Empire de Rabah
- Sultanat du Baguirmi
- Royaume du Ouaddaï

Entités suivantes :
- Tchad

Le Territoire du Tchad (ou Territoire militaire des pays et protectorats du Tchad) est une entité coloniale française qui a existé entre 1900 et 1960.
En 1906, le territoire est réuni à celui de l'Oubangui-Chari dans la colonie de l’Oubangui-Chari-Tchad jusqu'en 1920, qui constitue une circonscription du Congo français jusqu'en 1910 puis de l'Afrique-Équatoriale française (AEF).
Le Tchad devient la colonie du Tchad en 1920, toujours constitutif de l'AEF. Sa capitale est Fort-Lamy (actuelle N'Djaména).
Durant la Seconde Guerre mondiale, à la suite de l'armistice du 22 juin 1940, le Tchad fut le premier territoire français à se joindre à la France libre. Le Tchad servit alors de point de départ à plusieurs opérations militaires dirigées dans le désert libyen entre 1941 et 1943.
Le Tchad devient un territoire d'outre-mer en 1946, une république autonome en 1958, puis indépendant en 1960. La moitié nord du pays reste sous le contrôle de l’armée française jusqu’en 1965.

## Histoire

### Création

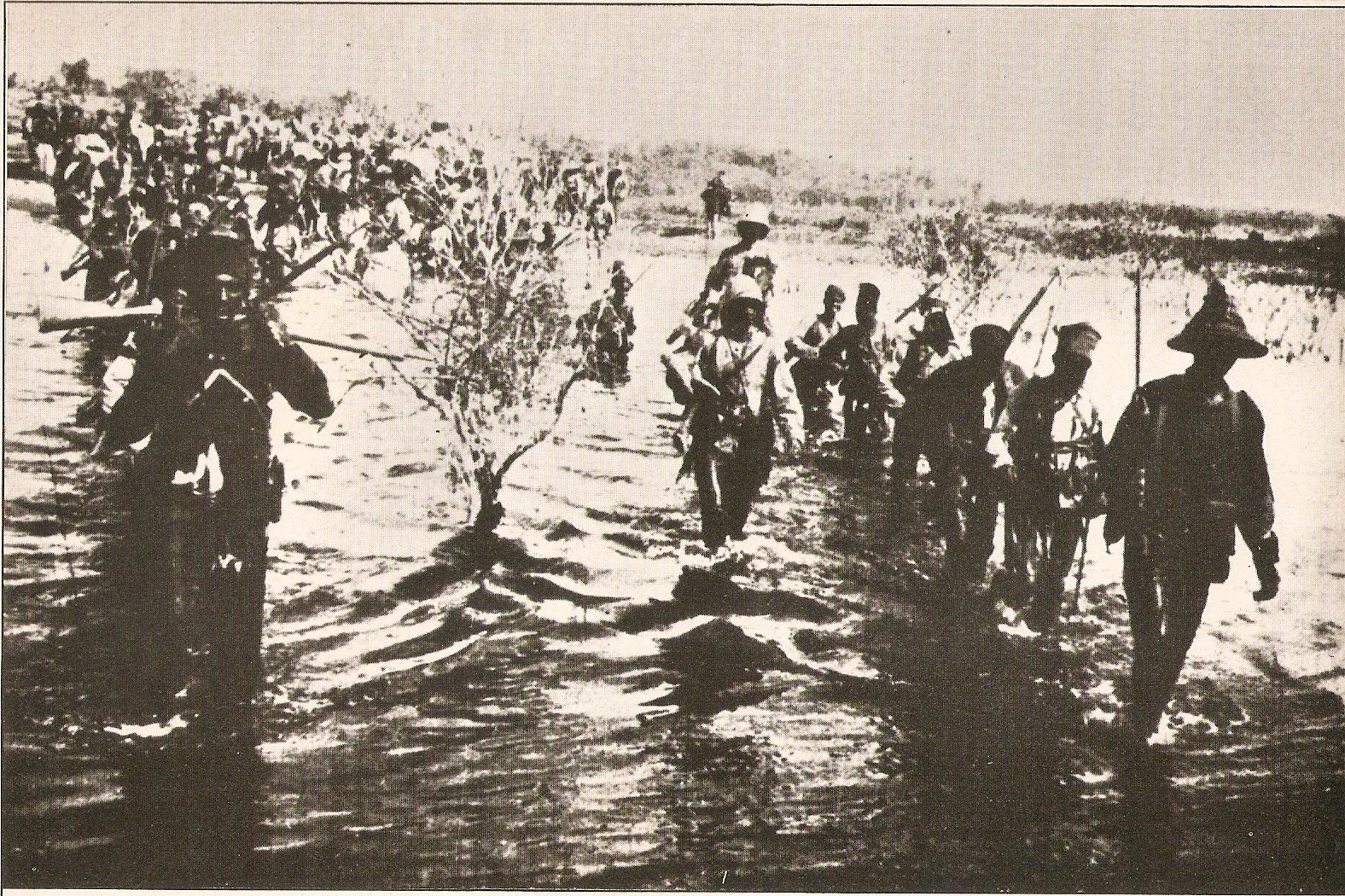
Conquête du Tchad, Nguigui (1910)

La France entre dans le territoire qui deviendra Tchad en 1891 et y lance des expéditions militaires contre les royaumes musulmans. En octobre 1897, l'administrateur colonial français Émile Gentil signe avec le sultan Gaourang II un traité d’alliance qui confie à la France le protectorat sur le Baguirmi pour le protéger de Rabah.
En 1898, la France lance trois expéditions en direction du Tchad : la mission Voulet-Chanoine depuis Dakar et le fleuve Niger, la mission Foureau-Lamy depuis Alger et le Sahara algérien et la mission d'Émile Gentil depuis le Moyen-Congo. La bataille décisive du 22 avril 1900, la bataille de Kousséri, vit s'affronter les forces du commandant François-Joseph-Amédée Lamy et celles du seigneur de guerre soudanais Rabah – tous deux morts durant le combat. Émile Gentil fonde alors Fort-Lamy sur la rive droite du Chari et devient le premier administrateur du Tchad.
La circonscription du territoire du Tchad est constituée dans le Congo français par décret le 5 septembre 1900.
Aux termes du décret du 29 décembre 1903 portant organisation du Congo français et dépendances, la colonie du Congo français est divisée en quatre entités distinctes :
- la colonie du Gabon ;
- la colonie du Moyen-Congo ;
- le territoire de l'Oubangui-Chari ;
- le territoire du Tchad.

En 1905, l'administration du Tchad est confiée à un gouverneur général sis à Brazzaville, capitale de l'Afrique-Équatoriale française dont le Tchad est partie intégrante avant d'être placé sous l'autorité d'un lieutenant-gouverneur à Fort-Lamy, aujourd'hui N'Djaména.
Le décret du 11 février 1906, portant réorganisation des possessions du Congo français et dépendances, unit le territoire de l'Oubangui-Chari au territoire militaire du Tchad et les érige en « Colonie de l’Oubangui-Chari-Tchad », dont le chef-lieu est Fort-de-Possel. Le 11 décembre 1906, un décret transfère le chef-lieu à Bangui.
En 1910, il devient l’un des territoires de la fédération de l’Afrique-Équatoriale française (AEF), avec le Moyen-Congo et le Gabon, tout d’abord en tant que territoire de l'Oubangui-Chari-Tchad, puis en tant que colonie autonome en 1920.

### Résistances anti-coloniales
La conquête du Tchad se termine par la victoire française sur la Sanousiyya dans le Tibesti en juillet 1914, après la victoire française obtenue en 1913-1914 lors de la campagne du Borkou et de l'Ennedi. En 1916, les Français brisent rapidement la tentative de résistance du sultanat Dar Sila (de). En 1917, le commandant français Gérard fait massacrer, lors du massacre des coupe-coupe, plus d'une centaine de notables d'Abéché, qu'il accuse de préparer un complot. Il n'est pas jugé par l'armée française mais simplement relevé de son commandement.
En 1927, le dieu de Lam, prophète millénariste, déclenche des agitations au sud du Tchad, qui dureront trois ans. En 1929, se déclenche également la guerre de Bouna, qui se termine par la destruction du village de Bouna et de ses habitants par les Français.

### Administration coloniale
Le territoire français du Tchad est érigé en colonie le 17 mars 1920, il est alors une subdivision de l'Afrique-Équatoriale française.
La colonisation du Tchad fut marquée par l'absence de politique d'unification du territoire et la lenteur de la modernisation du pays. Le Tchad fut relégué au bas de l'échelle des priorités françaises et l'État colonial ne le considéra guère que comme une source de coton et de main d'œuvre peu qualifiée à employer dans les colonies plus productives du sud. De nombreuses régions n'eurent jamais de réel gouvernement ; l'immense préfecture de Borkou-Ennedi-Tibesti n'était dotée que d'une poignée d'administrateurs militaires et le centre était à peine mieux pourvu. Seul le sud bénéficia d'une réelle administration coloniale.
Le recensement de 1939 indique une population de 1,5 million d'habitants dont 6 000 européens.

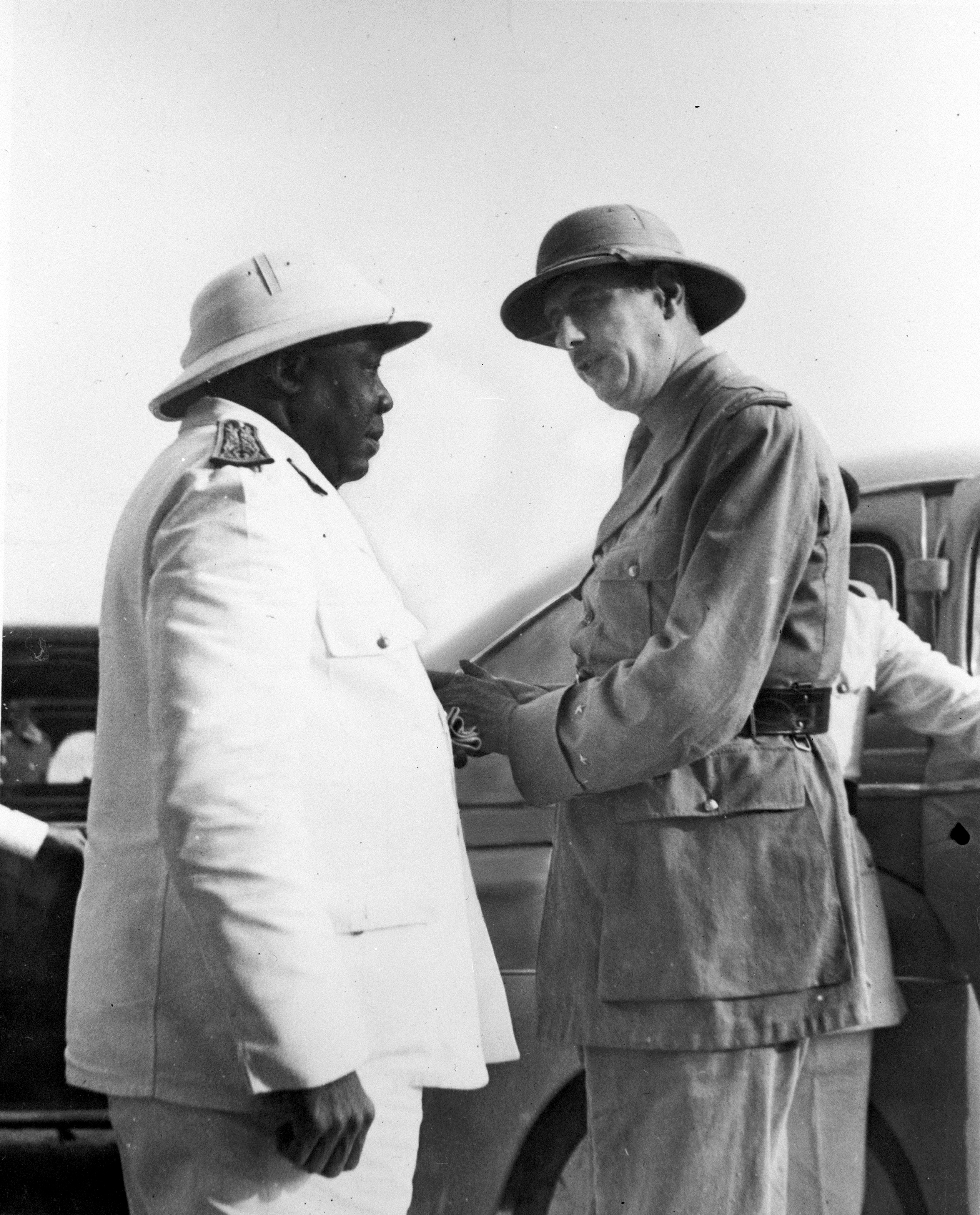
Félix Éboué accueille Charles De Gaulle au Tchad, 1940.

Durant la Seconde Guerre mondiale, en juillet 1940, le gouverneur Félix Éboué décida de rallier le général de Gaulle et le Tchad fut une des premières colonies à se joindre à la France libre. Le Tchad servit alors de point de départ à plusieurs opérations militaires dirigées par le maréchal Leclerc dans le désert libyen entre 1941 et 1943.
Le 11 août 1960, le Tchad accède à l’indépendance sous la présidence de François Tombalbaye. La moitié nord du pays reste sous le contrôle de l’armée française jusqu’en 1965.

## Subdivisions
« Bas-Chari » redirige ici. Pour l’article homophone, voir Bashari.
En 1901, le territoire est divisé en trois régions :
- Haut-Chari (cercles de Krébedgé et du Gribingui),
- Moyen-Chari (cercles de Fort-Archambault, Bousso et Fort-Lamy, résidence de N'Délé),
- Bas-Chari (cercles de Goulfeï et du Kanem)

En 1906, le Tchad intègre la nouvelle colonie de l'Oubangui-Chari-Tchad par le décret du 11 février 1906.

### Entre 1910 et 1935: 9 puis 10 circonscriptions
L'arrêté du 5 octobre 1910, divise le territoire militaire du Tchad en 9 circonscriptions :
| N° | Circonscription | Chef-lieu        | Subdivisions                                        |
| -- | --------------- | ---------------- | --------------------------------------------------- |
| 1  | Kanem           | Mao              | Mao, Bol, Rig-Rig, Moussoro, Massakory, Ngouri      |
| 2  | Batha           | Ati              | Ati, Mongo                                          |
| 3  | Ouaddaï         | Abéché           | Abéché, Oum-Hadjer, Toumtouma, Arada, Kallim        |
| 4  | Bas-Chari       | Fort-Lamy        | Fort-Lamy                                           |
| 5  | Baguirmi        | Tchikina         | Massénya, Bousso, Bokoro, Melfi                     |
| 6  | Selamat         | Amm-et-Timan     | Am Timane, Aboudéia                                 |
| 7  | Logone          | Behagle          | Behagle, Doba                                       |
| 8  | Mayo-Kebbi      | Léré             | Léré, Fianga                                        |
| 9  | Moyen-Chari     | Fort-Archambault | Fort-Archambault, Kiyabé, Goundi-Bédiondo, Moïssala |
| 10 | Borkou-Ennedi   | Largeau          | -                                                   |

La circonscription du Borkou-Ennedi est créée en 1914.

### Entre 1935 et 1936/1937: 4 départements (région du Tchad) + 2 départements (région de l'Oubangui-Chari)
Selon l'arrêté Renard du 15 novembre 1934.
Région du Tchad :
| N° | Département           | Chef-lieu | Subdivisions                                                                         |
| -- | --------------------- | --------- | ------------------------------------------------------------------------------------ |
| 1  | Baguirmi-Chari        | Fort-Lamy | Fort-Lamy, Massakory, Massenya, Bousso, Melfi                                        |
| 2  | Borkou-Ennedi-Tibesti | Faya      | Faya, Fada, Zouar                                                                    |
| 3  | Kanem-Batha           | Moussoro  | Moussoro, Ati, Mongo, Zigueï, Rig-Rig, Bol                                           |
| 4  | Ouaddaï-Salamat       | Abéché    | Abéché, Adré, Biltine, Goz-Beïda, Am-Dam, Oum-Hadjer, Aboudéïa, Am-Timan, Mangueigne |

Région de l'Oubangui-Chari :
| N° | Département    | Chef-lieu        | Subdivisions                          |
| -- | -------------- | ---------------- | ------------------------------------- |
| 1  | Chari-Bangoran | Fort-Archambault | Koumra, Moïssala, Ndélé               |
| 2  | Logone         | Moundou          | Bongor, Doba, Laï, Kélo, Léré, Fianga |

### Entre 1937 et 1947: 10 départements
La réorganisation administrative intervient par décret du 31 décembre 1937. Elle reprend l'organisation publiée le 1er janvier 1937.
| N° | Département           | Chef-lieu        | Subdivisions                                 | Postes de contrôle |
| -- | --------------------- | ---------------- | -------------------------------------------- | ------------------ |
| 1  | Ouaddaï               | Abéché           | Abéché, Adré, Biltine, Goz-Béïda, Am-Dam     |                    |
| 2  | Salamat               | Am-Timan         | Am-Timan, Aboudeia, Mangueigne               |                    |
| 3  | Batha                 | Ati              | Ati, Oum-Hadjer, Mongo                       |                    |
| 4  | Mayo-Kebbi            | Bongor           | Bongor, Fianga, Léré, Palla                  | Kyabé              |
| 5  | Moyen-Chari           | Fort-Archambault | Fort-Archambault, Koumra, Moïssala           |                    |
| 6  | Bas-Chari             | Fort-Lamy        | Fort-Lamy (commune mixte), Massakory, Bokoro |                    |
| 7  | Borkou-Ennedi-Tibesti | Largeau          | Largeau, Fada, Zouar                         |                    |
| 8  | Baguirmi              | Massenya         | Massenya, Melfi, Bousso                      |                    |
| 9  | Logone                | Moundou          | Moundou, Laï, Kélo, Doba, Baïbokoum          |                    |
| 10 | Kanem                 | Moussoro         | Moussoro, Rig-Rig, Mao, Bol                  |                    |

### Entre 1947 et 1960: 9 régions
| N° | Région                | Chef-lieu        | Districts                                 |
| -- | --------------------- | ---------------- | ----------------------------------------- |
| 1  | Ouaddaï               | Abéché           | Abéché, Adré, Biltine, Am Dam, Goz Beïda  |
| 2  | Salamat               | Am Timan         | Am Timan, Aboudeïa, Mangueigné, Melfi     |
| 3  | Batha                 | Ati              | Ati, Mongo                                |
| 4  | Mayo-Kebbi            | Bongor           | Bongor, Fianga, Léré, Pala                |
| 5  | Moyen-Chari           | Fort-Archambault | Fort-Archambault, Koumra, Kyabé, Moïssala |
| 6  | Chari-Baguirmi        | Fort-Lamy        | Fort-Lamy, Massenya, Bousso               |
| 7  | Borkou-Ennedi-Tibesti | Faya-Largeau     | Faya-Largeau                              |
| 8  | Kanem                 | Mao              | Mao, Bol                                  |
| 9  | Logone                | Moundou          | Moundou, Doba, Laï                        |